# Binson Echorec
Das Binson Echorec ist ein verzögerungszeitorientiertes Effektgerät der Kategorie Delay, das bevorzugt im Rig der Rockmusik der 1960er und 1970er eingesetzt wurde, sich aber noch heute in vielen Aufnahmestudios überall auf der Welt findet.
Der Hersteller, die italienische Firma Binson, ist fast ausschließlich für die Echorec-Modelle bekannt, produzierte aber auch Mikrofone, Vorverstärker, Endstufen, Mischpulte und Gitarrenamps, die professionellen Ansprüchen genügen.

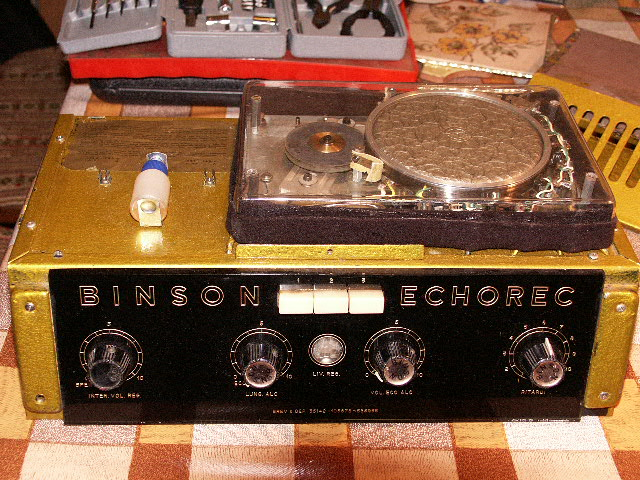
Binson Echorec B2 mit abgenommenen Deckel

## Funktionsprinzip
Das Binson Echorec arbeitet nach dem Prinzip der analogen Tonaufzeichnung. Auf einer magnetisierbaren Metallscheibe mit etwa 10 cm Durchmesser wird das Tonsignal des jeweiligen angeschlossenen Musikinstruments mit dem Aufnahmekopf (Sprechkopf SK) aufgezeichnet. Durch die Drehung der Metallscheibe gelangt das aufgezeichnete Signal mit Zeitverzögerung an den Wiedergabekopf (Hörkopf HK). Der Echo-Effekt entsteht durch die Mischung des zeitverzögert wiedergegebenen Signals mit dem originalen Signal.

## Verwendung
Der Gitarrist Hank Marvin machte diesen Effekt bereits in den frühen 1960er Jahren bei den Shadows populär. Syd Barrett setzte dieses Effektgerät 1967 auf der Pink Floyd LP The Piper at the Gates of Dawn u. a. beim Stück Astronomy Domine ein. Desgleichen fand das Binson Echorec in den Pink-Floyd-Stücken Set the Controls for the Heart of the Sun sowie One of These Days und Echoes Verwendung. Hier wird es jeweils von Bassist Roger Waters und Keyboarder Richard Wright eingesetzt. Pink Floyd setzte das Echorec zuletzt auf der 1977er In-the-Flesh-Tour ein.
Aber auch akustische Gitarren wurden vereinzelt mit dem Echorec gekoppelt, so hat beispielsweise der experimentierfreudige Folk-Gitarrist John Martyn diesen Effekt 1971 in dem Stück Glistening Glyndebourne auf der LP Bless the Weather eingesetzt. In den 1980er Jahren wurde das analoge Echo von digitalen Echo- und Hallgeräten verdrängt. Im Zuge der Vintage-Welle bei alten Rockmusik-Instrumenten erfreut sich auch das Binson Echorec wieder wachsender Beliebtheit. Für sehr gut erhaltene Exemplare zahlen Sammler bis zu 1200 Euro.

## Entwicklung
Binson verbesserte und entwickelte sein Echorec über die Jahre immer weiter. Die frühen Serienmodelle Echorec Baby und Echorec B2 sind nahezu identisch und unterscheiden sich fast ausschließlich in der Zahl der Instrumenteneingänge (Baby: einer, B2: drei). Sie waren schon in den frühen 1960ern zu haben. Wenig später kam mit dem Echorec 2 (als T5E und T7E) der bekannteste und beliebteste Vertreter der Familie, welcher beispielsweise von David Gilmour zwischen 1968 und 1977 verwendet wurde. Das Nachfolgemodell PE 603 TU gab es ab 1972 sowohl in Röhren- als auch in Transistorausführung. Auch Stereomodelle mit zwei Scheiben wurden gebaut. Letzter Echorec-Spross war das nur mit Transistoren bestückte EC 3, das bis 1982 gefertigt wurde. Zwar universeller einsetzbar als seine Vorgänger, konnte sich das EC 3 jedoch nie richtig durchsetzen.